# Chamaelimnas cydonia
Chamaelimnas cydonia is een vlindersoort uit de familie van de prachtvlinders (Riodinidae), onderfamilie Riodininae.
Chamaelimnas cydonia werd in 1910 beschreven door Stichel.